# Manías
A Manías (magyarul: ’Kísértések’) Thalía mexikói énekesnő Habítame siempre című stúdióalbumának első kislemeze, amely 2012. október 8-án jelent meg a Sony Music Latin kiadótól. A ballada műfajába tartozó dal egy Raúl Ornelas-szerzemény feldolgozása. Fő mondanivalója, hogy az eltávozott szeretett személy továbbra is kísérti a gondolatainkat:
| (spanyolul) «Si te llevaste tanto En solamente un día No te costaba nada Cargar con tus manías» | (magyarul)„Ha elvittél annyi mindent Mindössze egy nap alatt Nem került volna semmibe Elvinned a kísértéseidet” |
|                                                                                                 | |

## Videóklipek
A dalhoz több videóklip is készült, de egyik sem a klasszikus értelemben vett videóklip. A Sony Music először egy lyrics video-t adott ki, amelyen a dalszöveg látható animálva. Ezt követően kiadtak egy making of videót is a dalra, amely a készítését mutatja be. Végül 2012. december 18-án került ki a „hivatalos videóklip”, amely a dal előadásának szerkesztett felvétele az Habítame siempre lemezbemutató koncertjéről.